# Andrea Russo
Andrea Russo (Roma, 12 marzo 1997) è un ginnasta italiano.

## Biografia
Membro della Nazionale di ginnastica artistica maschile Italia, Andrea Russo ha studiato ragioneria presso il Centro sportivo Giulio Onesti, per poi conseguire la maturità presso il liceo linguistico Ernest Hemingway di Civitavecchia nel 2016, dove attualmente si sta allenando presso la S.S.D. di Civitavecchia con il coach Luigi Rocchini.

## 2011 International Junior-Team-Cup
Andrea Russo partecipa nel 2011 a Berlino all'International Junior Team Cup come allievo, dove si classifica con un ottimo 4º posto con un punteggio di 74,450

## Campionati italiani assoluti di ginnastica artistica del 2012
Nell'estate 2012 Andrea Russo, accompagnato da Luigi Rocchini partecipa agli assoluti e si aggiudica il primo posto al torneo Criterium dei Giovani con 79 punti

## Campionato di Categoria Gam del 2013
A seguito di un intervento al gomito avvenuto nel dicembre 2012, Andrea Russo riesce comunque ad aggiudicarsi il primo posto al Campionato di Categoria Juniores 1 Fascia a Mortara con 79,900 punti.

## Europei 2014 di Sofia (Bulgaria)
Nel 2014 partecipa agli Europei giovanili a Sofia (Bulgaria) dove con la nazionale si classifica al 5º posto a squadre con 244.135 punti. Nell'All Around si qualifica in finale al 17º posto e 7º alla finale agli anelli.

## Campionati italiani assoluti di ginnastica artistica del 2014
Nel giugno 2014 ad Ancona, Andrea Russo partecipa agli assoluti dove si classifica 7º nel concorso All Round, 2º alle parallele e 3º agli anelli.

## Giochi olimpici giovanili di ginnastica artistica del 2014
Andrea Russo viene convocato ai giochi olimpici giovanili di ginnastica artistica a Nanning, in Cina, ma a causa di un grave infortunio al ginocchio avvenuto il giorno prima della gara, non potrà partecipare a questa prestigiosa esibizione.

## Koper World Challenge Cup del 2017
Dopo due interventi al ginocchio nel 2014 e nel 2016, Andrea Russo, viene convocato nella squadra Nazionale Senior insieme al suo compagno di squadra Marco Lodadio per partecipare ad una tappa di coppa del mondo di ginnastica artistica a Koper in Slovenia.

## Coppa dei Campioni Torino del 2018
Andrea Russo si qualifica alle finali per attrezzo aggiudicandosi la medaglia di bronzo a sbarra con 13.250 punti.

## Doha World Cup del 2018
Andrea Russo e Marco Lodadio, accompagnati da Luigi Rocchini, partecipano alla Coppa del mondo di Doha in Qatar, dove ottiene un ottimo 13º posto alle parallele con 13.566 punti.

## Individuale Campionati Assoluti del 2018 - GAM1a Prova Nazionale
Andrea Russo partecipa ai Campionati italiani assoluti di ginnastica artistica a Riccione ottenendo un ottimo secondo posto All Around, e come specialista un terzo posto sia agli anelli che alla sbarra.

## Campionati mondiali di ginnastica artistica del 2018
Andrea Russo insieme alla Nazionale Italiana, partecipa al Campionato del mondo a Doha.

## XXX Universiade di Napoli del 2019
Andrea, partecipa alle Universiadi di Napoli, qualificandosi al 4º posto a squadre e al 7º posto nell’all around.

## Campionati mondiali di ginnastica artistica del 2019
A Stoccarda partecipa come riserva nella Nazionale Italiana ai mondiali di Ginnastica artistica.